# Pohoří Corbières
Pohoří Corbières (las Corbièras v okcitánštině, les Corberes v katalánštině) je horské pohoří a přírodní region nalézající se ve francouzském regionu Okcitánie.
Jedná se o středohorskou oblast s vápencovým a břidlicovým podložím, která je ovlivněna středomořským podnebím, díky čemuž je známá svým vínem a medem z rozmarýnu, který se prodává pod názvem med z Narbonne.
Velká část pohoří patří do regionálního přírodního parku Corbières-Fenouillèdes, který byl založen v roce 2021.

## Toponymie
Toponymum Corbière odpovídá okcitánskému Corbièra (místo, kde se shromažďují havrani a vrány, corbeautière), které samo pochází z latinského corvaria, „havraní hnízdo“. 
Ve formě corbera (množné číslo corberes) se toto toponymum používá v katalánských oblastech k označení velkého počtu nízkých pohoří (Corbera de Camprodon, Corbera del Llobregat, puig Corbera atd.) a také k pojmenování lokalit (Corbera d'Ebre, Corbera, Rotglà i Corberà, Corbières). 

## Geografie
Pohoří Corbières se nachází hlavně v departementu Aude, ale také v departementu Pyrénées-Orientales, pokud jde o katalánské Corbières. Pohoří Corbières je ohraničeno řekou Aude na severu a západě, Středozemním mořem na východě a Fenouillèdes na jihu. Na severovýchodě Corbières leží město Narbonne, na severozápadě Carcassonne, na jihozápadě Axat a na jihovýchodě Rivesaltes.

## Topografie

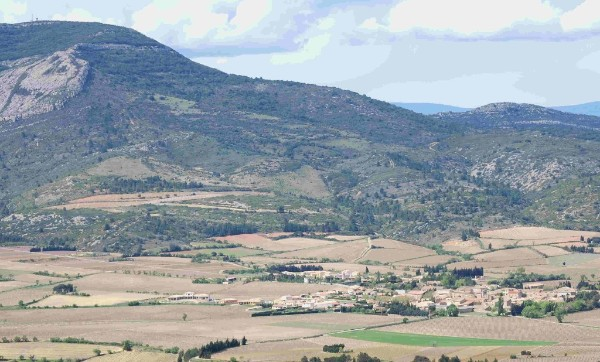
Pohled na horu Alaric a na úpatí ležící vesnici Camplong-d'Aude.

Nejvyšším bodem pohoří Corbières je Pech de Bugarach s nadmořskou výškou 1 230 m. Dalšími významnými vrcholy jsou Serre de Bec (1 037 m), Mont Tauch (920 m), Montoullié de Périllou (709 m) a hora Alaric (600 m).
Na jihu a západě se reliéf prudce zvedá nad vysokým údolím de l'Aude a Fenouillèdes, což je způsobeno přítomností Pyrenejí, jelikož Corbières jsou pouze sekundárním masivem. Naopak na severu a východě se reliéf zvedá pravidelněji a pozvolněji, protože tyto předhůří jsou prvními výběžky Pyrenejí. To je důvod, proč nejvyšší bod masivu, vrchol Bugarach, leží na jihozápadě pohoří Corbières.
Nad dolním údolím Aude, na severu pohoří, vyřezaly potoky široká údolí, která splývají s rovinami Aude. Směrem na jih jsou údolí stále užší a klikatější, což vysvětluje, proč jsou tyto oblasti méně osídlené a méně obdělávané. Orbieu, hlavní vodní tok pohoří Corbières, protéká soutěskou Gorges de l'Orbieu a za Camplong-d'Aude se údolí rozšiřuje.

## Geologie

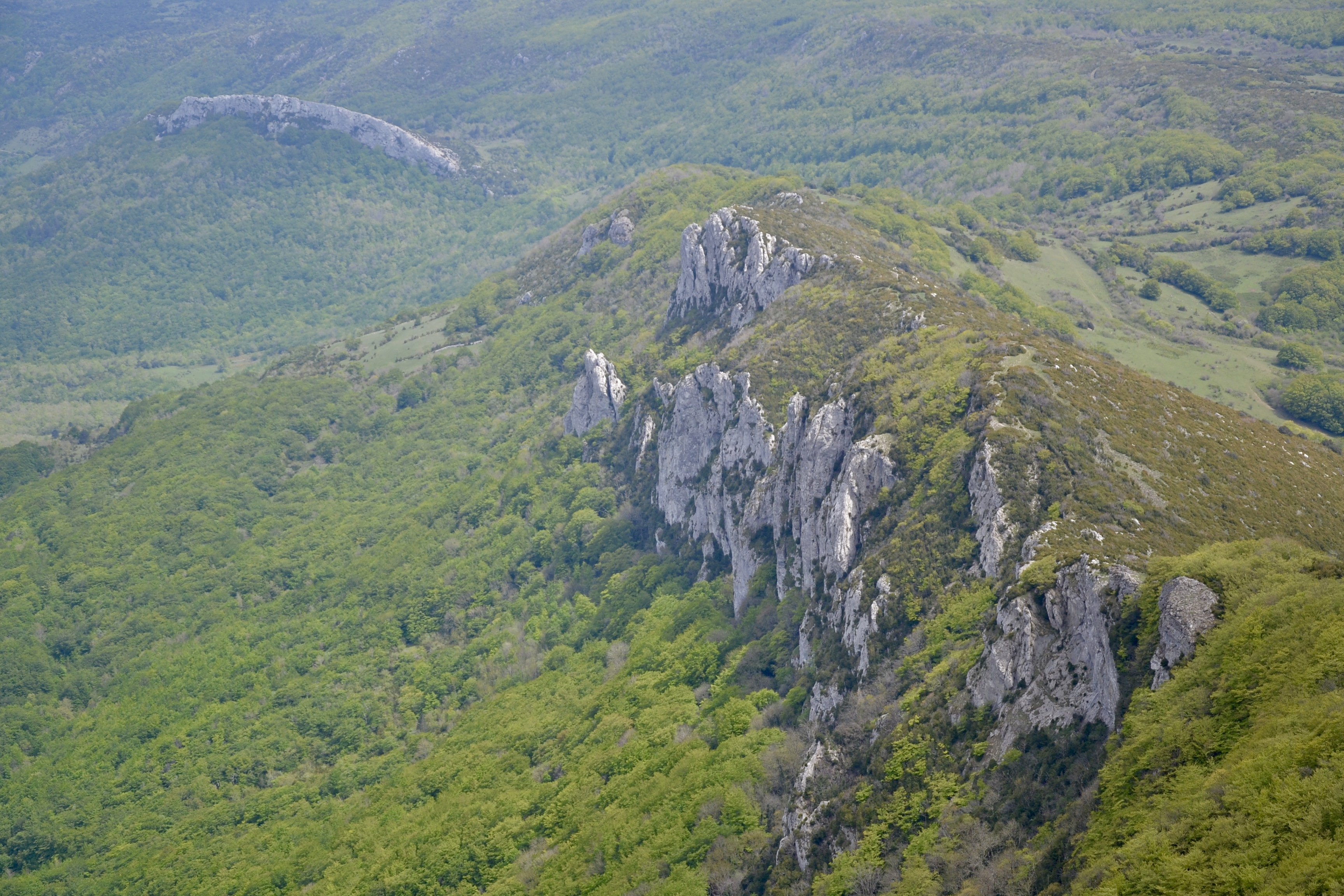
Krajina poblíž Pech de Bugarach.

Corbières tvoří horský masiv, který vznikl před 65 miliony let na počátku kenozoika při sbližování iberské desky s evropským kontinentem. Geologicky se tato oblast skládá z části primárního podloží tvořeného vápencem a břidlicí, náhorní plošiny Mouthoumet a pyrenejského zlomu, kterým je vrchol Bugarach.
Corbières tvoří především vápencové kopce o výšce přibližně 400 až 500 m n. m. s řídkou nebo dokonce neexistující vegetací. Pouze v nejúrodnějších částech se pěstuje vinná réva. Během paleozoika byly Corbières vápencovou a břidlicovou parovinou. Později se zde usadily sedimenty a během kenozoika se vynořily Pyreneje.
Pohoří Corbières, které odděluje od pohoří Montagne Noire nížina dolní Aude, tvoří přechod mezi Francouzským středohořím a Pyrenejemi. Jeho originalita spočívá především v rozmanitosti geologického složení, které určuje kontrasty reliéfu a barev.
Pohyby půdy a eroze jsou příčinou vzniku nejrůznějších zajímavých reliéfů, díky nimž má tato oblast navzdory své celkově nízké nadmořské výšce členitý charakter, který je zvláště patrný v okolí Fenouillèdes a v soutěsce Gorges de Galamus.

## Fauna a flóra

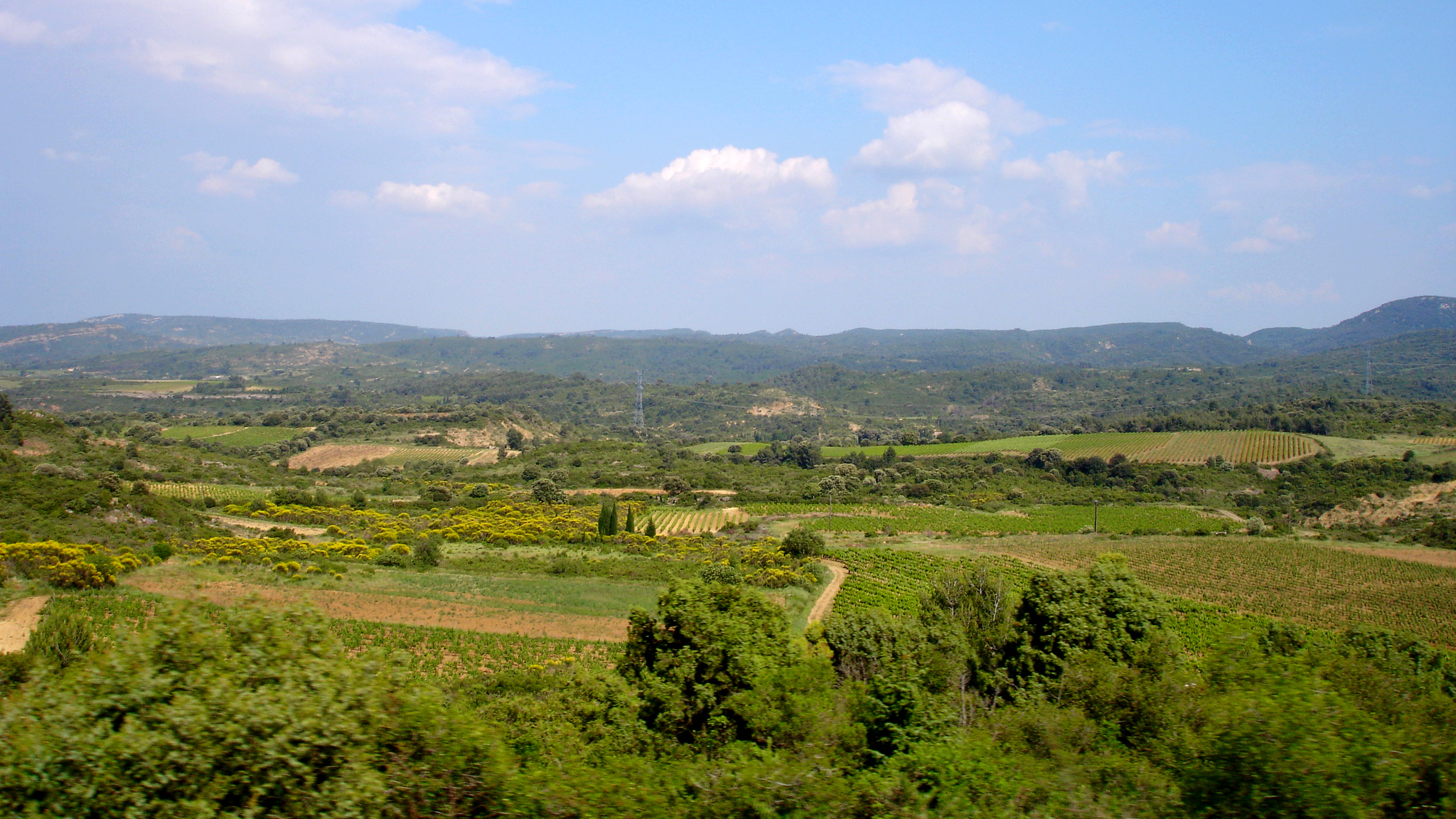
pohoří Corbières poblíž Villerouge-Termenès.

Krajina Corbières se vyznačuje typickou středomořskou divokou flórou (garrigue, borové lesy, podrost z dubů. 

## Hydrografie

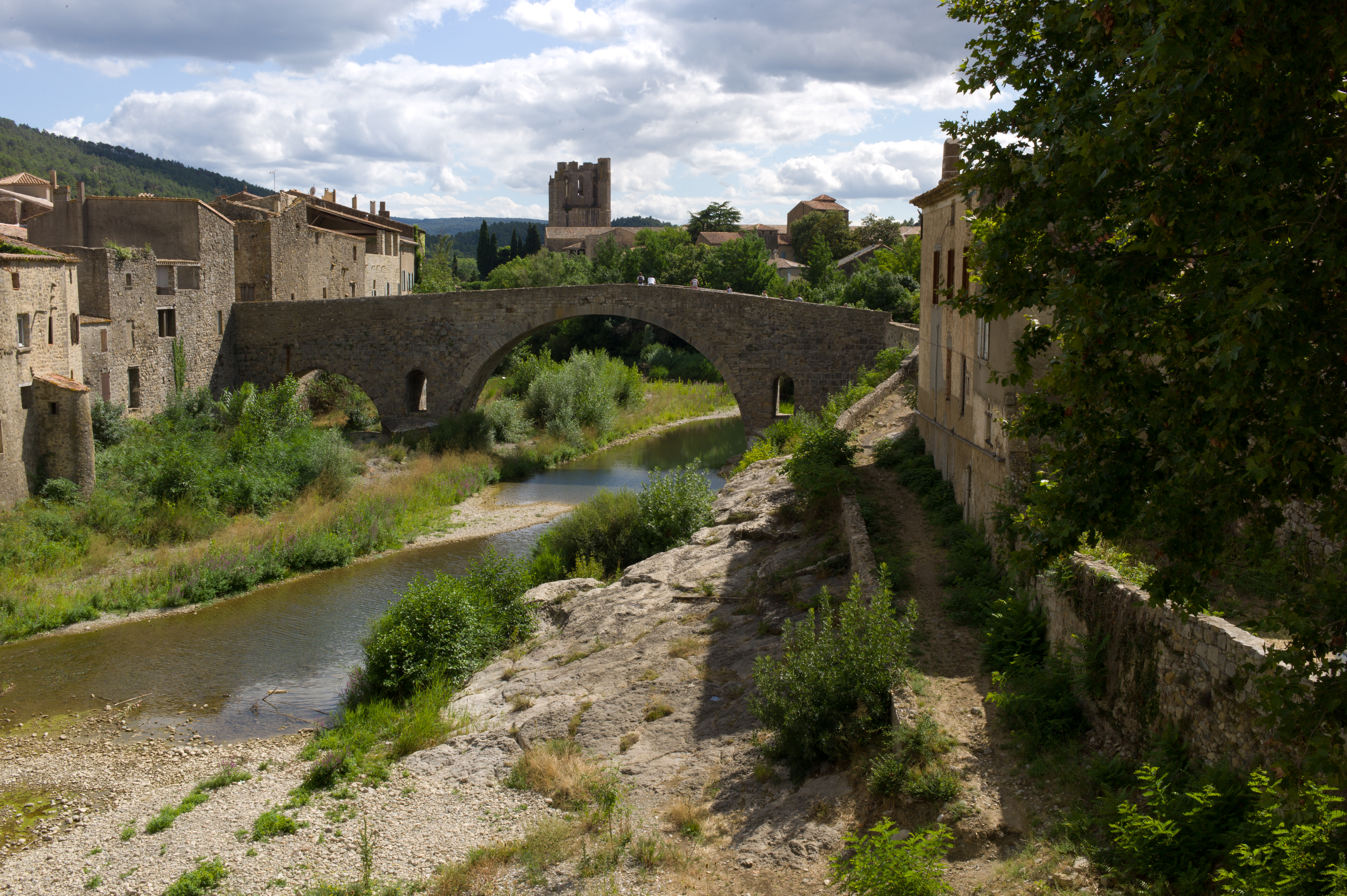
řeka L'Orbieu v Lagrasse v létě.

Orbieu, hlavní a největší vodní tok v Corbières je řeka dlouhá 84,1 km pramenící v obci Fourtou a tekoucí na sever až k řece Aude u Saint-Nazaire-d'Aude. Na pravém břehu se do ní vlévá Sou de Laroque a Aussou. V horní části svého toku u Montjoi vytváří rozeklanou soutěsku Gorges de l'Orbieu. 
Další významná řeka Agly, dlouhá 79,9 km, protíná pohoří Corbieres v soutěskách Gorges de Galamus a Clue de la Fou.

## Podnebí
Podnebí je středomořské, s kontrastními vysokými teplotami v létě, obvykle 30 až 40 °C po krátkou dobu, a minimálními srážkami, a s vydatnými srážkami na podzim, které jsou známé svou ničivou silou, jako například v roce 1999. Zima je mírná díky blízkosti moře.

## Historie

### Pravěk
Nejstarší pozůstatky Homo erectus nalezené ve Francii pocházejí z jeskyně Caune de l'Arago, zejména lebka patřící muži z Tautavel datovaná do období před 450 000 lety.
V pohoří Corbières se nachází několik megalitických památek, jako například Table des Morts (Stůl mrtvých) a dolmen Trillol.

### Středověk
V době arabských invazí byla tato oblast již opevněna Vizigóty. To platí zejména pro lokalitu Peyrepertuse. Zatímco Septimanie měla za hranici Pyreneje, bývalá římská a poté vizigótská provincie byla v roce 865 rozdělena francouzským králem Karlem Holým. Roussillon byl připojen k Barceloně, severní část bývalé provincie si ponechala Narbonne jako hlavní město. Hranice byla tehdy vymezena pohořím Corbières a prodloužena rybníky Salses.
Rostoucí a rychlá autonomie hrabství Roussillon, jeho připojení v roce 1180 k aragonskému království a následně ke španělské koruně až do 17. století učinilo z pohoří Corbières těžce bráněnou hranici.

### Katarismus
Každý průchod ze severu na jih je kontrolován soustavou hradů: Peyrepertuse, Quéribus, Puilaurens, Aguilar, Termes atd. Prvními známými pány byli hrabata z Roussillonu, po nichž následoval rod Trencavelů. Languedoc, částečně pod svrchovaností království Aragon, přešel během albigenského křížového tažení zcela pod kontrolu francouzských králů. Ti se pak snažili území bránit před svými nepříteli a dále rozvíjeli opevnění v Corbières.

### Renesance
S rozšířením střelných zbraní a děl je jediným účinným průchodem pro armádu nejvýchodnější část. V tomto místě klesá nadmořská výška o 400 m k moři v podobě rozsáhlých rybníků (54 km2). Tyto rybníky, dlouho zamořené komáry, tvoří samy o sobě přirozenou obranu. Průchod mezi rybníky a Corbières bránil na jihu hrad Salses, postavený španělskými králi v 16. století, a na severu hrad Leucate.
Pyrenejský mír v roce 1659 ukončil vojenskou historii v pohoří Corbières.